# Agrotis illutescens
Agrotis illutescens är en fjärilsart som beskrevs av Emilio Berio 1986. Agrotis illutescens ingår i släktet Agrotis och familjen nattflyn. Inga underarter finns listade i Catalogue of Life.